# Konsulat RP w Ełku
Wicekonsulat RP w Ełku (niem. Polnisches Wicekonsulat in Lyck) – polska placówka konsularna działająca w okresie międzywojennym w ówczesnym Lycku.
Urząd konsularny w randze wicekonsulatu powołany w 1922 celem reprezentowania spraw polskich w tej części niemieckich Prus Wschodnich (Ostpreußen).

## Siedziba
Początkowo konsulat mieścił się przy Bismarckstraße 20 (1923–1925), obecnie ul. Mickiewicza, budynek zachował się, przy Freystraße 3 (1926–1928), ul. Marii Konopnickiej, przy Falkstraße 19 (1928–1932), ul. Chopina. W 1932 urząd przeniósł się do budynku przy Luisenplatz 2, ul. 3 Maja 10, mieszczącym obecnie część podmiotów kurii biskupiej.

## Kierownicy konsulatu
- 1922–1924 – dr Filip Zawada
- 1924–1928 – Tadeusz Kunicki, sekretarz konsularny p.o. wicekonsula
- 1928–1931 – Zygmunt Liczbiński, wicekonsul
- 1931 – dr Tadeusz Borkowski, konsul
- 1931–1932 – Tadeusz Chęciński, wicekonsul
- 1932–1933 – Jan Rapf, wicekonsul
- 1933–1936 – Romuald Putryński, wicekonsul/konsul
- 1936–1939 – Mieczysław Rogalski-Dzierżykray[1]